# Amira Edrahi
Amira Edrahi (tiếng Ả Rập: أميرة ادراحي; sinh ngày 15 tháng 10 năm 1986) là một vận động viên bơi lội người Libya, chuyên về các nội dung nước rút tự do.

## Sự nghiệp
Edrahi đủ điều kiện cho tự do 50 m nữ tại Thế vận hội Mùa hè 2004 ở Athens, bằng cách nhận được một vị trí Quốc tế từ FINA, trong thời gian nhập cảnh là 39,00. Tại Thế vận hội 2004, cô đã tham gia giải nhiệt với hai vận động viên bơi lội khác Doli Akhter của Bangladesh và Monika Bakale của Congo. Cô đã đăng 34,67 tốt nhất trọn đời để hoàn thành cuối cùng trong một lĩnh vực nhỏ ba gần bốn giây sau người chiến thắng Akhter. Edrahi không thể tiến vào bán kết, vì cô đã đặt bảy mươi giây trong tổng số 75 người bơi vào ngày cuối cùng của vòng sơ khảo. Sự xuất hiện Olympic của cô là lần đầu tiên cho một phụ nữ bơi lội Libya kể từ Soad và Nadia Fezzani tại Thế vận hội Mùa hè 1980 ở Moscow.